# Nomenklatur der monoklonalen Antikörper

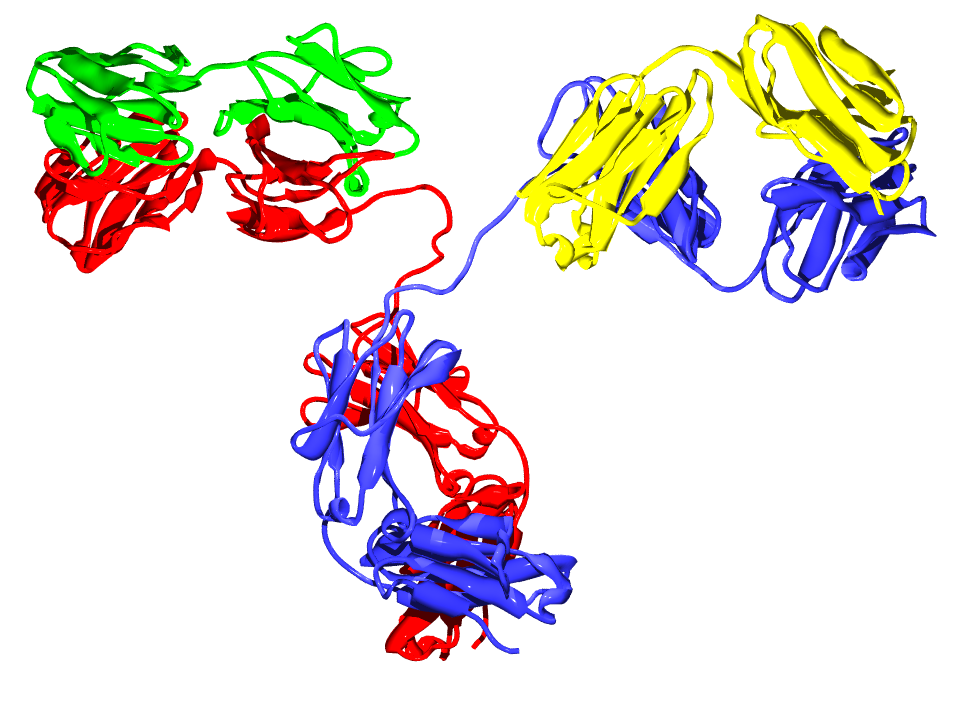
Struktur (Bändermodell) eines Antikörpers. Die vier variablen Domänen befinden sich ganz außen, siehe auch oben links und oben rechts.

Die Nomenklatur für monoklonale Antikörper ist eine Konvention zur Namensgebung monoklonaler Antikörper mittels generischer oder nicht-proprietärer Namen. Ein Antikörper ist ein Protein, welches in B-Zellen produziert und vom menschlichen Immunsystem sowie anderer Wirbeltiere verwendet wird, um spezifische fremde Objekte wie Bakterien oder Viren zu identifizieren. Als monoklonale Antikörper werden diejenigen bezeichnet, die in identischen Zellen – oft auch künstlich – produziert worden sind, und sich so gegen ein einzelnes Epitop ausrichten. Monoklonale Antikörper werden speziell in der Medizin in einem weiten Einsatzgebiet eingesetzt.
Diese Namenskonvention für monoklonale Antikörper wird sowohl in den Internationalen Freinamen (INN) der Weltgesundheitsorganisation als auch in den United States Adopted Names (USAN) für Wirkstoffe angewandt. Generell werden Wortstämme verwendet, um verschiedene Klassen von Arzneistoffen zu unterscheiden. Vor 2021 benannte monoklonale Antikörper enden auf die Stammsilbe -mab. Im Gegensatz zu den meisten anderen für Wirkstoffe verwendete Nomenklaturen verwendet die monoklonale Antikörpernomenklatur verschiedene vorangestellte Wortteile (Morpheme) abhängig je nach Struktur bzw. Funktion.

## Tabellarische Übersicht
Der Name eines monoklonalen Antikörpers setzt sich zusammen aus einem Präfix, einem Infix und einem Suffix. Das Infix bestand bis 2017 aus einem Wortstamm A und einem Wortstamm B, letzterer wurde 2017 aufgegeben.
| Präfix                                | Präfix    | Präfix                      | Präfix                      | Präfix                                                                     | Präfix                                                                     |                                             |
| ------------------------------------- | --------- | --------------------------- | --------------------------- | -------------------------------------------------------------------------- | -------------------------------------------------------------------------- | ------------------------------------------- |
| variabel, ohne Bedeutung              |           |                             |                             |                                                                            |                                                                            |                                             |
| Infix nach Zielstruktur (Wortstamm A) |           |                             |                             |                                                                            |                                                                            |                                             |
| ~1993                                 | 2009–2017 | 2017–2021                   | seit 2022                   | Bedeutung                                                                  | Bedeutung                                                                  |                                             |
| —                                     | -ami-     | -ami-                       | -ami-                       | Serumamyloid-Protein (SAP) / Amyloidose (zwischen Präfix und Infix)        | Serumamyloid-Protein (SAP) / Amyloidose (zwischen Präfix und Infix)        |                                             |
| -anibi-                               | —         | —                           | —                           | Angiogenese (Hemmer)                                                       | Angiogenese (Hemmer)                                                       |                                             |
| -ba(c)-                               | -b(a)-    | -ba-                        | -ba-                        | Bakterien                                                                  | Bakterien                                                                  |                                             |
| -ci(r)-                               | -c(i)-    | -ci-                        | -ci-                        | kardiovasukulär                                                            | kardiovasukulär                                                            |                                             |
| -d(e)-                                | -d(e)-    | -de-                        | -de-                        | endokrin                                                                   | endokrin                                                                   |                                             |
| —                                     | —         | -eni-                       | -eni-                       | Enyzme (Hemmer)                                                            | Enyzme (Hemmer)                                                            |                                             |
| -fung-                                | -f(u)-    | -fung-                      | -fung-                      | Pilze                                                                      | Pilze                                                                      |                                             |
| -gr(o)-                               | -gros-    | -gros-                      | -gro-                       | Wachstumsfaktor und Wachstumsfaktor-Rezeptoren (zwischen Präfix und Infix) | Wachstumsfaktor und Wachstumsfaktor-Rezeptoren (zwischen Präfix und Infix) |                                             |
| -ki(n)-                               | -k(i)-    | -ki-                        | -ki-                        | Zytokine, Zytokinrezeptoren, Interleukinrezeptoren                         | Zytokine, Zytokinrezeptoren, Interleukinrezeptoren                         |                                             |
| -les-                                 | —         | —                           | —                           | Entzündliche Läsionen                                                      | Entzündliche Läsionen                                                      |                                             |
| -li(m)-                               | -l(i)-    | -li-                        | -ler-                       | Immunsystem                                                                | Allergene                                                                  |                                             |
| -li(m)-                               | -l(i)-    | -li-                        | -pru-                       | Immunsystem                                                                | immunsuppressiv                                                            |                                             |
| -li(m)-                               | -l(i)-    | -li-                        | -sto-                       | Immunsystem                                                                | immunstimulativ                                                            |                                             |
| -mul-                                 | —         | —                           | —                           | Stütz- und Bewegungsapparat                                                | Stütz- und Bewegungsapparat                                                |                                             |
| -ne(u)(r)-                            | -n(e)-    | -ne-                        | -ne-                        | Nervensystem                                                               | Nervensystem                                                               |                                             |
| -os-                                  | -s(o)-    | -os-                        | -os-                        | Knochen                                                                    | Knochen                                                                    |                                             |
| -co(l)-                               | -t(u)-    | -ta-                        | -ta-                        | Darmkrebs                                                                  | Tumoren                                                                    |                                             |
| -go(t)-                               | -t(u)-    | -ta-                        | -ta-                        | Hodenkrebs                                                                 | Tumoren                                                                    |                                             |
| -go(v)-                               | -t(u)-    | -ta-                        | -ta-                        | Eierstockkrebs                                                             | Tumoren                                                                    |                                             |
| -ma(r)-                               | -t(u)-    | -ta-                        | -ta-                        | Brustkrebs                                                                 | Tumoren                                                                    |                                             |
| -me(l)-                               | -t(u)-    | -ta-                        | -ta-                        | Melanome                                                                   | Tumoren                                                                    |                                             |
| -pr(o)-                               | -t(u)-    | -ta-                        | -ta-                        | Prostatakarzinome                                                          | Tumoren                                                                    |                                             |
| -tu(m)-                               | -t(u)-    | -ta-                        | -ta-                        | verschiedene Tumoren                                                       | Tumoren                                                                    |                                             |
| -toxa-                                | -tox(a)-  | -toxa-                      | -toxa-                      | Toxine                                                                     | Toxine                                                                     |                                             |
| —                                     | —         | -vet-                       | -vet-                       | veterinärmedizinische Verwendung (zwischen Infix und Suffix)               | veterinärmedizinische Verwendung (zwischen Infix und Suffix)               |                                             |
| -vi(r)-                               | -v(i)-    | -vi-                        | -vi-                        | Viren                                                                      | Viren                                                                      |                                             |
| Infix nach Herkunft (Wortstamm B)     |           |                             |                             |                                                                            |                                                                            |                                             |
| bis 2017                              | bis 2017  | seit 2017                   | seit 2017                   | Bedeutung                                                                  | Bedeutung                                                                  |                                             |
| -a-                                   | -a-       | —                           | —                           | Ratte                                                                      | Ratte                                                                      |                                             |
| -e-                                   | -e-       | —                           | —                           | Hamster                                                                    | Hamster                                                                    |                                             |
| -i-                                   | -i-       | —                           | —                           | Primat                                                                     | Primat                                                                     |                                             |
| -o-                                   | -o-       | —                           | —                           | Maus                                                                       | Maus                                                                       |                                             |
| -u-                                   | -u-       | —                           | —                           | Mensch                                                                     | Mensch                                                                     |                                             |
| -xi-                                  | -xi-      | —                           | —                           | chimär (human/fremd)                                                       | chimär (human/fremd)                                                       |                                             |
| -zu-                                  | -zu-      | —                           | —                           | humanisiert                                                                | humanisiert                                                                |                                             |
| -xizu-                                | -xizu-    | —                           | —                           | chimärer/humanisierter Hybrid                                              | chimärer/humanisierter Hybrid                                              |                                             |
| -axo-                                 | -axo-     | —                           | —                           | Ratte-Maus-Hybrid                                                          | Ratte-Maus-Hybrid                                                          |                                             |
| -vet-                                 | -vet-     | übernommen nach Wortstamm A | übernommen nach Wortstamm A | veterinärmedizinische Verwendung (zwischen Infix und Suffix)               | veterinärmedizinische Verwendung (zwischen Infix und Suffix)               |                                             |
| Suffix                                |           |                             |                             |                                                                            |                                                                            |                                             |
| bis 2021                              | bis 2021  | bis 2021                    | seit 2022                   | Bedeutung                                                                  | Bedeutung                                                                  |                                             |
| -mab                                  | -mab      | -mab                        | -bart                       | monoklolaler Antikörper (monoclonal antibody)                              | künstlicher Antikörper (modifiziertes Immunglobulin)                       |                                             |
| -mab                                  | -mab      | -mab                        | -ment                       | monoklolaler Antikörper (monoclonal antibody)                              | Fragment (abgeleitet von variablen Domänen)                                | Fragment (abgeleitet von variablen Domänen) |
| -mab                                  | -mab      | -mab                        | -mig                        | monoklolaler Antikörper (monoclonal antibody)                              | Multi-Immunoglobulin                                                       | Multi-Immunoglobulin                        |
| -mab                                  | -mab      | -mab                        | -tug                        | monoklolaler Antikörper (monoclonal antibody)                              | unmodifiziertes Immunoglobulin                                             | unmodifiziertes Immunoglobulin              |

Anmerkungen zur Tabelle
1. ↑  Seit 2019 -gro-, um Verwechslung mit -os- zu verhindern
2. ↑  Wurde 2017 aufgegeben („... during the 64th INN Consultation, the INN Expert Group recommended to discontinue the substem B (source infix), except the pre-substem -vet- for veterinary use, which will be included in substem A list“, vgl. INN Working Doc. 17.416: Revised monoclonal antibody (mAb) nomenclature scheme Geneva, 26 May 2017).

## Präfix
Dem Präfix kommt keine besondere Bedeutung zu, es soll jedoch eindeutig für jeden Arzneistoff sein sowie insgesamt einen wohlklingenden Namen ergeben. Das bedeutet jedoch auch, dass Antikörper mit dem gleichen Zielbereich sowie aus dem gleichen Wirtsorganismus nur am Präfix unterschieden werden können. Antikörper, die auf das exakt gleiche Ziel ansprechen, tragen daher ein unterschiedliches Präfix (wie z. B. Adalimumab und Golimumab). Beide sind TNF-Blocker, unterscheiden sich jedoch in ihrer chemischen Struktur.

## Infix

### Wirkungsbereich
Die Silbe nach dem Präfix bezeichnet den Wirkungsbereich des monoklonalen Antikörpers und bildet den Wortstamm A des Infix. Beispiele für solche Wirkungsbereiche sind Tumoren, Organsysteme wie etwa der Blutkreislauf, oder Pathogene wie Bakterien oder Viren. Der Wirkungsbereich erlaubt jedoch keinerlei Rückschlüsse über die Wirkungsweise des Antikörpers im Körper. Therapeutische, prophylaktische und diagnostisch verwendete Substanzen können mit dieser Nomenklatur nicht unterschieden werden.
In der ursprünglich entwickelten Namenskonvention bestanden die einzelnen Silben großteils aus einem Konsonanten, gefolgt von einem Vokal und wieder einem Konsonanten. Der letzte Buchstabe konnte auch übergangen werden, um die Aussprache zu erleichtern. Beispiele hierfür sind -ci(r)- für den Blutkreislauf, -li(m)- für das Immunsystem und -ne(r)- für das Nervensystem. Der letzte Buchstabe der Silbe wird für gewöhnlich ausgelassen, wenn die nächste Silbe mit einem Konsonanten beginnt (wie z. B. -zu- oder -xi-), jedoch werden nicht alle Wirkungssysteme in deren Kurzform gebraucht. -mul- zum Beispiel wird niemals auf -mu- verkürzt, da bis dato keine chimären oder humanisierten Antikörper einen INN erhielten, die auf den Stütz- und Bewegungsapparat abzielen. Kombinationen von Silben für Wirkungsweise sowie für den Wirtsorganismus enden z. B. auf -limumab (Immunsystem, menschlich) oder -ciximab (Blutkreislauf, chimär, Konsonant r entfällt).
Neue und kürzere Silben für den Wirkungsbereich wurden im Jahre 2009 entwickelt und angepasst. Die meisten bestehen aus einem Konsonanten plus einem Vokal, der aber entfällt, wenn auch die Silbe für den Wirtsorganismus mit einem Vokal beginnt. Humane Antikörper zum Beispiel, die auf das Immunsystem abzielen, erhalten den Namen -lumab anstelle der alten Nomenklatur -limumab. Einige Endungen wie -ciximab bleiben unverändert. Das alte System beinhaltete sieben Silben für Tumorziele – je nach Tumortyp. Weil jedoch viele Antikörper auf mehrere Tumortypen ansprechen, wird in der neuen Nomenklatur nur die Silbe -t(u)- verwendet.

### Herkunftsspezies

Ursprungsorganismen der Antikörper: Abbildungen von murinen (oben links), chimären (oben rechts), humanisierten (unten links), chimär/humanisierten (unten Mitte), und menschlichen (unten rechts) monoklonalen Antikörpern.
Teile des Antikörpers, die so im Menschen vorkommen, werden in braun gezeigt, Teile nicht-menschlichen Ursprungs in blau. Die variablen Domänen werden an der Spitze jedes Antikörpers dargestellt; die Complementarity determining regions innerhalb dieser Domänen werden als Dreifach-Loops dargestellt

Für die Nomenklatur wurde die Berücksichtigung der Spezies, auf der die Aminosäuresequenz eines monoklonalen Antikörpers basiert, 2017 aufgegeben, ist jedoch in den davor vergebenen Namen noch anzutreffen. Diese Spezies ist charakterisiert durch den Wortstamm, der direkt der Silbe -mab vorausgeht. Von den definierten Substämmen kamen vier (-zu-,-o-,-u-,-xi-, d. h. für humanisierte, Maus-, Human- und chimäre mAbs) häufig zum praktischen Einsatz, einige, wie -e- und -i- (Hamster- und Primaten-mAbs) hingegen nie.
Da nicht-menschliche monoklonale Antikörper vom menschlichen Immunsystem als fremd erkannt und schnell abgebaut werden und Überempfindlichkeitsreaktion auslösen können, werden Teile des Antikörpers mit humanen Aminosäurensequenzen ersetzt oder rein menschliche Antikörper hergestellt.
- Wird die konstante Region durch die humane Form ersetzt, spricht man von chimären monoklonalen Antikörpern, gekennzeichnet durch die Silbe -xi-.
- Werden hingegen Teile der variablen Region ersetzt, wird dies als humanisiert bezeichnet  (-zu-).

Normalerweise wird die ganze Sequenz mit Ausnahme der Complementarity determining regions (CDRs) ersetzt, die drei Schleifen der Aminosäurensequenz am äußersten Ende einer jeden variablen Domäne, die auch für die Bindung an das Ziel ausschlaggebend sind. Antikörper, die zu Teilen chimär, zu Teilen aber auch humanisiert sind, tragen die Silbe -xizu-. Diese drei Silben kennzeichnen jedoch nicht die Fremdspezies. Der human/Maus chimäre Antikörper Basiliximab endet auf -ximab ebenso wie der human/Makaken Antikörper Gomiliximab. Menschliche Antikörper verwenden -u-.

## Suffix
Der Wortstamm -mab wurde bis 2022 sowohl für monoklonale Antikörper als auch für deren Fragmente verwendet, solange diese mindestens eine variable Domäne (diejenige Domäne, welche das Ziel bindet) beinhalten. Dies trifft beispielsweise auf Antigen-Bindungsfragmente und Einzelkettenfragmente zu. Andere Teile des Antikörpers (wie Fc-Fragmente) verwenden jedoch unterschiedliche Nomenklaturen.
Seit 2022 gelten anstelle von -mab folgende Suffixe:
- -bart („artificial immunoglobulins“) für monospezifische, vollständige Immunglobuline, bei denen die konstanten Regionen (Fc) modifiziert wurden
- -ment („immunoglobulin fragments“) für monospezifische Fragmente, die mindestens eine antigenbindende variable Domäne eines Immunglobulins enthalten, die eine vollständige, partielle oder fehlende konstante Region aufweisen.
- -mig („multi-specific immunoglobulins“) für bi- und multispezifische Immunglobuline, die verschiedene variable Domänen mit unterschiedlichen Sets von CDRs beinhalten
- -tug („unmodified immunoglobulins“) für monospezifische, vollständige Immunglobuline mit unveränderten konstanten Regionen (Fc) und identischen Sets von CDRs, die das gleiche Epitop binden.

## Namenszusätze
Dem Antikörpernamen können Zusätze angefügt werden:
- Pegylierte Antikörper tragen den Zusatz pegol; beispielsweise in Certolizumab pegol.[15]
- Antikörper-Wirkstoff-Konjugate (ADC) tragen einen Namenszusatz, der den eigentlichen Wirkstoff („Payload“) und seinen Linker charakterisiert; beispielsweise in Brentuximab vedotin. Brentuximab ist der Antikörper und vedotin steht  für die Linker-Wirkstoff-Verbindung aus einem Peptid und dem zytotoxischen Monomethylauristatin E.[16]
- Antikörper-Konjugate für die Radiotherapie oder Radiodiagnostik tragen über eine Chelator-Struktur ein Radioisotop. Ein zweites Wort nach dem Antikörpernamen charakerisiert den Chelator und seinen Linker (z. B. DPTA-Verbindungen wie Pendetid oder Tiuxetan), das chelierte Metallion wird namentlich vorangestellt.[6] Beispiel sind etwa  (111In)Indiumcapromab pendetid und (90Y)Yttriumibritumomab tiuxetan.

## Beispiele

### 2009 bis 2017
- Olaratumab gehört zur Gruppe der Antineoplastika. Der Name setzt sich aus den Komponenten olara-t-u-mab zusammen, was auf einen menschlichen Antikörper mit dem Wirkungsbereich gegen Tumoren schließen lässt.[17]
- Benralizumab wird zur Behandlung von Asthma eingesetzt, wobei sich dieser Name aus den Silben benra-li-zu-mab zusammensetzt. Dies leitet sich davon ab, dass es sich um einen humanisierten Antikörper, der auf das Immunsystem einwirkt, handelt.[18]

### Vor 2009
- Adalimumab ist ein monoklonaler Antikörper, der auf TNF-alpha abzielt. Der Name setzt sich aus den Silben ada-lim-u-mab zusammen. Dies bedeutet, dass dieser humane monoklonale Antikörper auf das Immunsystem abzielt. Nach der neuen Nomenklatur von 2009 würde der Name auf adalumab lauten.[7]
- Abciximab ist eine Medikation, um die Verklumpung von Blutplättchen zu verhindern. Zerlegt in die einzelnen Silben ab-ci-xi-mab, kann abgeleitet werden, dass es sich um einen chimären monoklonalen Antikörper handelt, dessen Wirkungsbereich das kardiovaskuläre System ist. Der Name wäre auch nach der neuen Nomenklatur gleichlautend.[19]
- Trastuzumab, ein monoklonaler Antikörper, der in der Krebsimmuntherapie von Brustkrebs eingesetzt wird, setzt sich aus den Silben tras-tu-zu-mab zusammen. Dabei handelt es sich um einen humanisierten monoklonalen Antikörper, dessen Wirkungsbereich sich auf Tumoren erstreckt.[20] Auch für diesen monoklonalen Antikörper wäre der Name nach der neuen Nomenklatur identisch.

### Vor der Standardisierung
- Der monoklonale Antikörper muromonab-CD3, erstmals 1986 zugelassen für die klinische Verwendung, wurde vor Einführung dieser Nomenklatur für monoklonale Antikörper benannt. Der Name wurde aus den Wortteilen „murine monoclonal antibody (engl. für muriner monoklonaler Antikörper), abzielend auf CD3“, zusammengesetzt.[21]

## Geschichte

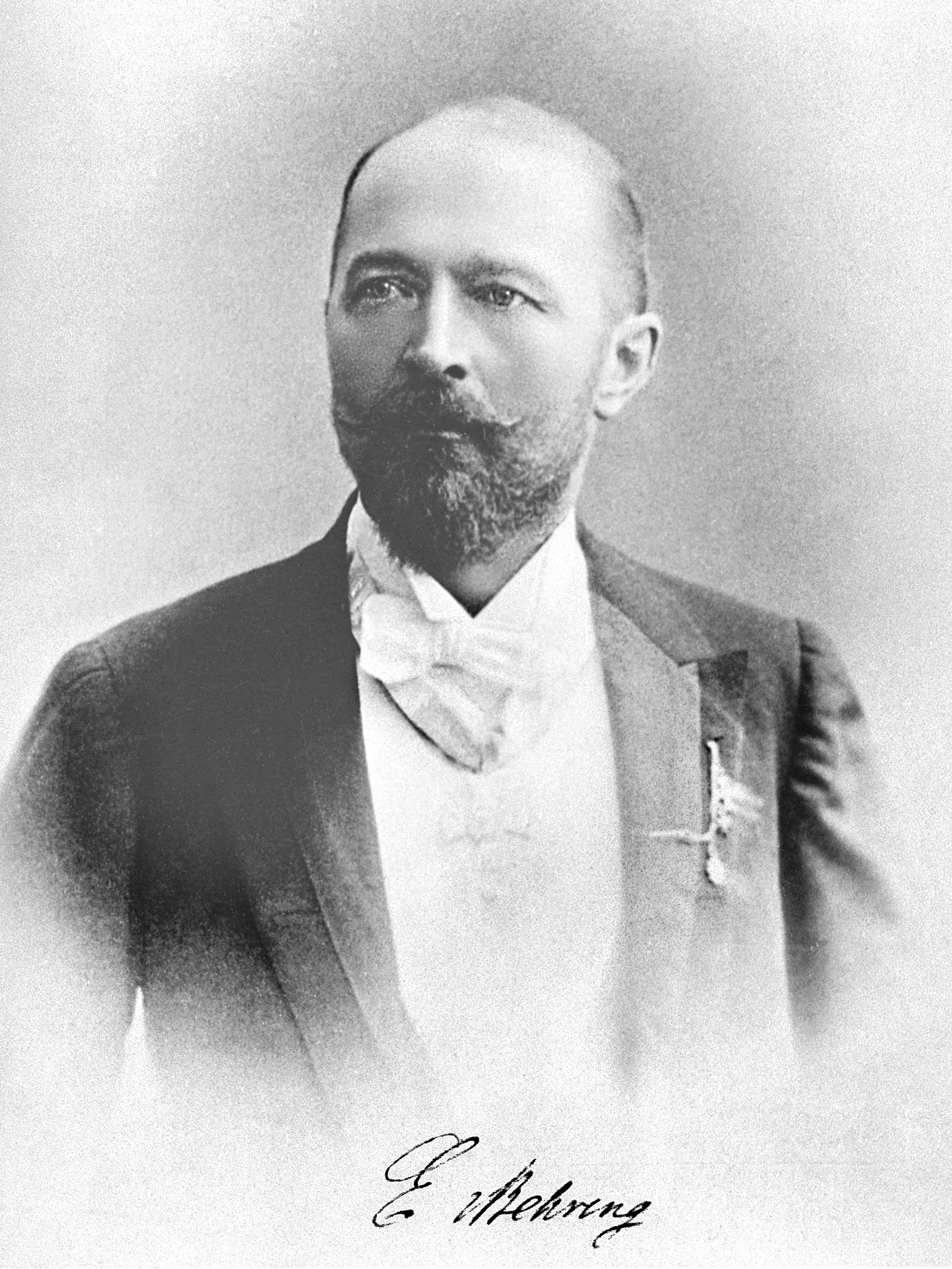
Emil von Behring, einer der Entdecker von Antikörpern

Emil von Behring und Kitasato Shibasaburō entdeckten 1890, dass Diphtherie und Tetanus im Blutkreislauf von Tieren durch Substanzen neutralisiert wurden, die sie Diphtherie-Antitoxine nannten. Behring erhielt 1901 den ersten Nobelpreis für Physiologie oder Medizin für diese grundlegende Entdeckung. Ein Jahr später prägte Paul Ehrlich den Begriff Antikörper für diese Anti-Toxine.
Die Prinzipien zur Herstellung monoklonaler Antikörper, auch bekannt als Hybridom-Technik, wurden 1975 durch Georges J. F. Köhler und César Milstein publiziert, die 1984 den Nobelpreis der Medizin zusammen mit Niels Kaj Jerne erhielten. Muromonab-CD3 war der erste monoklonale Antikörper, der 1986 für den klinischen Gebrauch in Menschen zugelassen worden war.
Die WHO führte 1950 ein System von internationalen Freinamen (englisch International Nonproprietary Name: INN) ein, wobei die erste Liste mit INN-Namen bereits drei Jahre später publiziert wurden. Die Silbe -mab für monoklonale Antikörper wurde um 1990 erstmals vorgeschlagen, wobei das jetzt verwendete System zwischen 1991 und 1993 entwickelt wurde. Als Folge der Zusammenarbeit zwischen WHO und dem United States Adopted Names Council haben die USAN Namen für Antikörper die gleiche Struktur und sind daher auch großteils identisch mit den INN Namen. Bis zum Jahre 2009 erhielten mehr als 170 monoklonale Antikörper Namen, die dieser Nomenklatur folgen.
Im Oktober 2008 begann die WHO, die Nomenklatur für monoklonale Antikörper zu überarbeiten. Dies führte 2009 zu Anpassungen der Nomenklatur, speziell in der Benennung des Wirkungsbereiches. Im Jahr 2010 wurden die ersten Antikörper nach der neuen Nomenklatur benannt.